# André Thibouville
Pour les articles homonymes, voir Thibouville (homonymie).
André Thibouville (né le 19 juillet 1830 à La Couture-Boussey et décédé le 25 février 1909 à Anet) est un facteur français d'instruments à vent, spécialisé dans les clarinettes conservant l'estampe du renommé prédécesseur « LEFÊVRE A PARIS ».

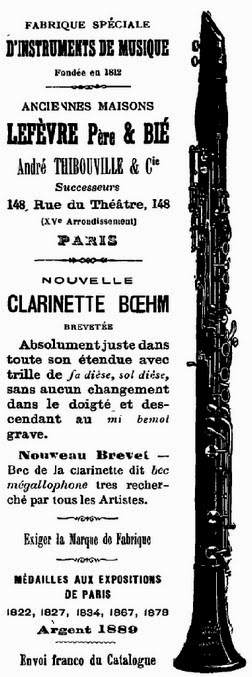
Annonce André Thibouville et Cie (1893).

## Biographie
André Thibouville appartient à la dynastie des Thibouville,, facteurs d'instruments de musique dans la région de La Couture-Boussey ; il est le fils de Louis Jean Baptiste Thibouville.
Il se marie avec Amélie Marie Baguet, couturière, à Anet et ont deux fils,
Etienne Désiré Thibouville (1861) et Henri Louis Thibouville (1863).
En 1883, il reprend la maison de facture d'instruments « Lefèvre & Cie » à Paris, connue aussi comme société « Lefèvre père et Bié ».
En 1889, il expose des clarinettes système Romero, et système Boehm, des clarinettes basse, des flûtes et des hautbois de tous systèmes à l'exposition universelle. Il remporte une médaille d'argent. Son collaborateur M. B. Huet est récompensé.

« Après avoir participé brillamment à l’exposition de 1889 où il remporta une médaille d’argent, ce facteur associant ses fils sous la raison sociale André Thibouville et Cie, confia à l’aîné, Désiré (né en 1861), la direction de la maison de Paris et au plus jeune, Henry (né en 1863) celle de la fabrique installée à La Couture en 1886. »

— Constant Pierre, Les facteurs d'instruments de musique (1893)
Le 25 juin 1892, il installe la maison  « André THIBOUVILLE et Cie » au 148 rue du Théâtre à Paris,. Continuant à utiliser le nom de Lefèvre pour les clarinettes, la marque nominative est déposée sous la forme : « [étoile à cinq branches] / LEFÈVRE / A PARIS / [étoile] / BREVETÉ / [monogramme] « L T ». « Destiné à des instruments à vent ».

« Depuis, ces facteurs ont fait breveter un nouveau système de bec dit mégallophone, dont l’intérieur est rayé en spirale à l’instar d’un canon de fusil, avec lequel on obtient une grande facilité d’émission et une plus grande sonorité (1891). »

— Constant Pierre, Les facteurs d'instruments de musique (1893)
En 1893, il expose clarinettes, flûtes et hautbois à l'exposition universelle de Chicago.
La maison André Thibouville fils et compagnie dépose le brevet no 243634 pour une clarinette en ut, système D. T. et P. M., dite « la Simplex ».
La « Société André THIBOUVILLE et Cie » est dissoute le 14 mai 1900 et cédée par Louis Henri Thibouville à son frère Étienne Désiré Thibouville. La maison   « Thibouville André & Cie (anc. Lefèvre & Cie) » expose des bois (petites flûtes, bois et métal; grandes flûtes, bois et métal; hautbois, cors anglais, bassons, clarinettes, clarinettes altos et basses) et des cuivres (cornets, bugles, trompettes, cors, altos, trombones et barytons, basses, tubas contrebasses, hélicons...) à l'exposition universelle et obtient une médaille d'or.
La maison prend le nom de Thibouville-Creutzer du nom de sa femme née Creutzer et dépose le brevet no 322.900 pour un bec de clarinette à table réglable le 10 juillet 1902.
Le 24 novembre 1910, la maison Thibouville, fabricant d'instruments de musique, est installée au 50, rue du Faubourg du Temple et fait faillite.